# Le Client (roman)
Le Client (titre original : The Client) est un thriller publié en 1993 par l’auteur américain John Grisham. L’action se déroule principalement à Memphis (Tennessee) et à La Nouvelle-Orléans (Louisiane). C’est le quatrième roman écrit par Grisham.

## Résumé
Le Client commence quand Mark Sway (11 ans) et son jeune frère Ricky (8 ans) vont dans le bois situé près de la caravane où ils habitent avec leur mère Dianne. Ricky a déjà surpris son frère avec des cigarettes. Pour l’empêcher de le dénoncer à leur mère, Mark va lui apprendre à fumer. Alors qu’ils sont dans le bois, une Lincoln noir arrive et en sort W. Jerome « Romey » Clifford, un avocat de 44 ans de La Nouvelle-Orléans. Avocat de la mafia, il a actuellement pour client Barry Muldanno dit " la lame". Il est dans ce bois de Memphis pour se suicider. Mark et Ricky contemplent la scène, cachés plus loin. Clifford, alcoolisé et drogué, place une extrémité d’un tuyau de jardin dans le pot d’échappement de sa voiture, et l’autre à l’intérieur de l’habitacle, qu’il bloque en remontant la vitre, pour s’intoxiquer au monoxyde de carbone. Pour l’en empêcher, Mark rampe jusqu’au pot d’échappement duquel il retire le tuyau. Remarquant l’inefficacité de sa tentative, Clifford sort de la voiture et remarque que le tuyau est retiré. Il le replace et remonte dans la voiture. Mark retourne alors enlever le tuyau. Lors de sa troisième tentative, Clifford remarque dans son rétroviseur que l’herbe bouge. 
Il sort, attrape Mark et le force à monter dans la voiture. Il explique alors au garçon la raison qui le pousse au suicide, lui disant qu’il est convaincu que Muldanno va le tuer de toute façon et, qu’alors, il préfère se donner la mort lui-même. Clifford est en train de défendre Muldanno dans le meurtre du sénateur Boyd Boyette. Mais le ministère public, mené par « Le Révérand » (en référence à son style de plaidoirie basé sur la religion) Roy Foltrigg, n’a pas retrouvé le corps ; chose nécessaire pour condamner Muldanno. Muldanno a préalablement révélé le corps sous un bateau dans le hangar à bateaux de ce dernier, pendant ses vacances de ski dans le Colorado.
Dans la voiture, Clifford continue de se saouler au Jack Daniel's et de prendre du flurazépam et de la codéine. Après un moment, alors que l’effet de la boisson et des drogues commence à faire flancher Clifford, Mark réussit à s’échapper de la voiture. Quand Clifford réalise, il se lance à la poursuite du garçon. Après de brèves recherches vite abandonnées, il se couche sur le coffre de sa voiture et se tire une balle dans la bouche à l’aide de son pistolet .38 Special.
Témoin du suicide, Ricky fait un choc  psychologique. Mark appelle la police. Il sera retrouvé plus tard près de la scène. La police et le FBI découvrent que Mark est monté dans la voiture et qu’il a peut-être parlé avec Jerome Clifford. Ce dernier connaissait l’endroit où le cadavre est enterré et le FBI a besoin de cette information. Le FBI s’attaque alors à Mark, persuadé que celui-ci est au courant. Mark engage l’avocate Reggie Love (une femme, malgré le nom) pour l’aider. Il la paie d'un dollar symbolique (son entière fortune à vrai dire). Femme au cœur d'or et au fort caractère, Reggie Love l'aidera au-delà même de ses fonctions premières d'avocate tout au long de cette affaire.
Mark est réticent à collaborer avec le FBI. Il a vu le film Le Parrain, il sait que « la mafia n'oublie jamais » et qu'elle n'hésitera pas à l'éliminer s'il devient trop bavard. De plus, cette même mafia l’a menacé, lui et sa famille. Les hommes de Barry Muldanno brûlent d’ailleurs la caravane de la famille Sway.
Mark est placé dans une prison pour mineur (en partie pour sa sécurité, en partie pour le faire parler) mais s’en évade. Il s’enfuit avec Reggie pour La Nouvelle-Orléans où ils comptent aller chercher le cadavre du sénateur. Si le corps n’est pas à l’endroit indiqué par Clifford, Mark ne serait alors plus en danger de mort. Mark et Reggie arrivent de bonne heure un matin à la maison de Clifford. Ils observent, près de l’endroit où doit se trouver la dépouille, des hommes de main de Muldanno en train de tenter de relocaliser la tombe de fortune. Mark lance un caillou à travers la vitre de la maison voisine. Un homme en sort avec un fusil à pompe et les hommes de mains prennent la fuite. Mark et Reggie restent cachés jusqu’à qu’ils soient sûrs que le voisin s’est rendormi. Ils approchent alors du lieu où se situe le corps mais s’enfuient très vite en découvrant le visage en décomposition du sénateur Boyette. Reggie informe plus tard le FBI de l’emplacement du corps, après s’être assurée que Mark et sa famille soient bien rentrés dans le Programme fédéral des États-Unis pour la protection des témoins. La famille Sway est transportée dans un hôpital de Phoenix pour que Ricky y soit soigné. Mark ne revoit plus jamais Reggie.

## Personnages
- Reggie Love : avocate pratiquant depuis cinq ans. Par le passé, elle a porté le nom de Regina Cardoni. Après le divorce d’avec son mari, elle a pris du temps à récupérer d’une dépression nerveuse. Elle a été une alcoolique notoire. Alors qu’elle est une femme d’un certain âge dans le roman, son personnage interprété par Susan Sarandon dans le film est plus jeune.
- Barry « La lame » Muldanno : membre de la mafia accusé d’avoir tué un sénateur. Homme de sang-froid, il veut tuer le jeune Mark Sway.
- Roy « Le Révérend » Foltrigg : avocat fédéral dont le travail consiste en prouver la culpabilité de Barry Muldanno dans le meurtre du sénateur. Il essaie tout pour faire parler Mark. Vers la fin, il propose de ramener Mark à la cour de La Nouvelle-Orléans pour être sûr de le faire parler. Il est procureur des États-Unis pour le district sud de la Louisiane.
- Slick Moeller : journaliste spécialiste du crime travaillant pour la Memphis Press. Son vrai nom est Alfred mais aucun personnage du livre ne le sait. Il ne donne jamais le nom de ses sources et il est au courant de chaque crime commis, avant même la police.
- Paul Gronke : proche associé de Barry Muldanno. C’est quelqu’un de dur, mais pas un meurtrier comme « La lame ».
- Mac Bono : proche associé de la famille Sulari et tueur réputé, il participe à la recherche de Mark Sway.
- Gary Pirini : proche associé de la famille Sulari, il participe à la recherche de Mark Sway.
- Jack Nance et Calvin « Cal » Sisson : soi-disant « spécialistes en sécurité », ils sont en réalité des voyous s’occupant, sur contrat, de sales boulots. Ils sont engagés par Paul Gronke pour aider à la recherche de Mark Sway.
- Thomas Fink : assistant au procureur fédéral pour le district sud de la Louisiane. Il demande à la cour du tribunal pour mineurs du Tennessee de placer Mark dans un centre de détention pour mineurs.
- George Ord : assistant au procureur fédéral pour le district ouest du Tennessee. Il aide Thomas Fink dans sa demande pour placer Mark dans un centre de détention pour mineurs.
- Dr Greenway : médecin qui essaie de sortir Ricky de son coma.
- Clint Van Hooser : secrétaire de Reggie Love, il a été un drogué notoire par le passé.
- Harry Roosevelt : un juge du tribunal pour mineurs du Tennessee. Il essaie de prendre les meilleures décisions pour protéger les enfants, ayant été lui-même négligé dans sa jeunesse.
- Johnny Sulari : patron de la famille Sulari, oncle de Barry Muldanno, il est un vieux gangster dirigeant avec une main de fer son organisation.
- W. Jerome « Romey » Clifford : important avocat, il a pour client Barry Muldanno. Il se suicide au début du roman, sous les yeux de Mark et Ricky.
- Chester Tanfill : patron de Dianne Sway.

## Adaptations
Un film de 1994 basé sur la nouvelle a été réalisé par Joel Schumacher, avec comme acteurs principaux Susan Sarandon, Tommy Lee Jones, Mary-Louise Parker et le jeune Brad Renfro. Le film est sorti le 7 décembre 1994 en France.
Pour son rôle dans le film, Susan Sarandon a été nommée pour l’Oscar de la meilleure actrice et a gagné le prix de la meilleure actrice aux BAFTA Awards.
Le film a eu un tel succès qu’une série est sortie par la suite, avec comme acteurs principaux JoBeth Williams et John Heard. Une seule saison a été produite aux États-Unis entre 1995 et 1996.